# キングダム・ホールディング・カンパニー
キングダム・ホールディング・カンパニー(Kingdom Holding Company) (アラビア語: شركة المملكة القابضة)はサウジアラビアの公的な持株会社でサウジアラビア最大の会社である。 アル・ワリード王子が運営していてリヤドに本社を構える。公的な出資比率は5%に過ぎず、93.5%はアル・ワリード王子が保有する。
投資対象は銀行や不動産、通信事業、放送、娯楽産業、レストラン等多岐にわたる。
2017年11月4日、アル・ワリード王子がサウジアラビア当局に汚職の疑いで逮捕された。大株主の逮捕によりキングダム・ホールディング・カンパニーの株価は同月2日から7日までに21%下落する局面があった。2018年1月27日、王子は、当局との合意を受け釈放。同時期に逮捕された王族関係者が多額の金銭の支払いに応じていたことから、王子のカンパニー所有権が消滅する等の措置も予想されていたが、当局側は、報道陣に対して釈放された時点でもカンパニーの所有者であることを認めている

## 主な投資先
- 360buy
- Amazon.com（アマゾン）
- AOL/タイム・ワーナー
- Apple
- カナリー・ワーフ
- シティグループ - 以前は筆頭株主だったが、アブダビ投資庁に抜かれて2番目の株主となった。
- コカ・コーラ
- コンパック
- eBay（イーベイ）
- ディズニーランド・リゾート・パリ
- フォーシーズンズホテル
- フェアモント・ラッフルズ・ホテルズ・インターナショナル
- フォード
- ホテル・ジョージ・V・パリス
- ヒューレット・パッカード
- KADCO Egypt (present / 100%) (Egypt)
- Kingdom Hotels Investments - ナスダック・ドバイ上場企業,(present / 100%) (Saudi Arabia)
- Kingdom Schools (present / 100%) (Saudi Arabia)
- Lebanese Broadcasting Corporation (present / 100%) (Lebanon)
- マクドナルド
- モトローラ
- Mövenpick
- フライナス
- National Industrialization Company (present / 100%) (Saudi Arabia)
- ニューズ・コープ
- ペプシコ
- Priceline.com (past) (US)
- プロクター・アンド・ギャンブル
  - ジレット (現在はP&Gブランド)
- Rotana Group (Arabic: روتانا), the Arab World's largest entertainment company (present / 100%) (Saudi Arabia)
  - Rotana Records
- Saks Incorporated (past) (US)
- Savola Group (present / 100%) (Saudi Arabia)
- SAMBA, Saudi American Bank (past) (US)
- マーベル・コミック
- Saudi Research & Marketing Group (present / 100%) (Saudi Arabia)
- ウォルト・ディズニー・カンパニー
- Twitter[4] (past) (US)
- Al-Arab News Channel